# Molophilus (Molophilus) procericornis
Molophilus (Molophilus) procericornis is een tweevleugelige uit de familie steltmuggen (Limoniidae). De soort komt voor in het Oriëntaals gebied.